# Veldhausen
Veldhausen (Nedersaksisch: Velthusen) is een dorp in de Duitse gemeente Neuenhaus.

## Geschiedenis
Veldhausen ontstond toen boeren uit de omliggende plaatsen Esche, Grasdorf en Osterwald een eigen kerk bouwden omdat de weg naar Uelsen te lang was. Hiervoor werd een centraal gelegen stuk land gekozen in het nog nauwelijks ontgonnen veld. De schrijfwijze Veldhausen (in plaats van Feldhausen) is Nedersaksisch; het dorp heet in het plaatselijke Graafschapper Plat Velthusen (uitspraak Veldhoezen). Een verouderd Nederlands endoniem voor de plaats is Veldhuizen.
Tijdens de Hollandse Oorlog had Carl von Rabenhaupt, baron van Sucha, zijn hoofdkwartier in Veldhausen. De tent en de baronskroon in het wapen zijn hierop gebaseerd. In 1674 werd Von Rabenhaupt bij Veldhausen door Bernhard von Galen verslagen.

## Verkeer
Veldhausen ligt aan de spoorlijn Gronau - Coevorden (Bentheimer Eisenbahn), maar sinds de jaren '70 van de 20e eeuw vindt er alleen nog goederenvervoer plaats.